# Flowering (álbum de Toru Kitajima)
Flowering (Floración) es el primer álbum lanzado por TK, vocalista de la banda japonesa Ling Tosite Sigure, en su proyecto de solista TK from Ling Tosite Sigure, fue lanzado el 27 de junio de 2012 bajo el sello de Sony Music Associated Electrics Records.

## Descripción
TK from Ling Tosite Sigure agregó las canciones film a moment y white silence, de su DVD "film a moment", para este álbum.
Se lanzaron en 2 ediciones, edición regular y limitada, que trae un DVD con 5 canciones grabadas en su estudio. Los miembros de soporte que trabajaron en este álbum son : Hidekazu Hinata (Bajo), BOBO (Batería),Sato Honoka (Violín), Ayumi Hashimoto (Chelo) y Haruna Ogo (Piano). Anteriormente ya participaron en el DVD "film a moment".
El director a cargo de grabar las escenas del DVD fue Shuichi Banba.
La pista o canción n.º 10 "sound_am326" se grabó como una pista oculta. Se produjo en 2011, con el propósito de ayudar en el terremoto de Japón del 2011, además la pista oculta está presente en el DVD "film a moment", aparte que la versión acústica de "Telecaster no Shinjitsu (テレキャスターの真実)" se escucha como un silbido.

## Canciones
Todas las canciones escritas y compuestas por TK. 
| N.º   | Título                          | Duración |  |
| 1.    | «flower»                        | 04:40    |  |
| 2.    | «Abnormal trick»                | 04:01    |  |
| 3.    | «haze»                          | 03:59    |  |
| 4.    | «phase to phrase»               | 03:30    |  |
| 5.    | «white silence» (album version) | 06:58    |  |
| 6.    | «12th laser»                    | 02:38    |  |
| 7.    | «film a moment» (album version) | 07:11    |  |
| 8.    | «daylily»                       | 02:35    |  |
| 9.    | «fourth»                        | 04:29    |  |
| 10.   | «sound_am326» (Pista oculta)    | 02:34    |  |
| 42:35 |                                 |          |  |

| Edición Limitada DVD |                                                                     |          |  |
| N.º                  | Título                                                              | Duración |  |
| 1.                   | «haze»                                                              |          |  |
| 2.                   | «flower»                                                            |          |  |
| 3.                   | «12th laser»                                                        |          |  |
| 4.                   | «Abnormal trick»                                                    |          |  |
| 5.                   | «fourth»                                                            |          |  |
| 6.                   | «Telecaster no Shinjitsu (テレキャスターの真実)» (Acoustic version) |          |  |
| 30:12                |                                                                     |          |  |

## Músicos Participantes
- TK : Voz, guitarra, bajo y piano
- Hidekazu Hinata : Bajo
- BOBO : Batería
- Sato Honoka : Violín
- Keiko Tanaka : Viola
- Ayumi Hashimoto : Chelo
- Kei Sakamoto : Flauta y silbido
- Mamiko Hirai : Piano
- Haruna Ogo : Piano

### Invitados
- Yuwaka Shion : Voz (Pista 5)
- Miyoko Nakamura "345" : Coros (Pista 7)
- Pierre Nakano : Guitarra (Pista 7)

## Enlaces
- Página del álbum "flowering" Archivado el 7 de agosto de 2018 en Wayback Machine.
- Edición Regular
- Edición Limitada